# دیوان محاسبات ترکیه

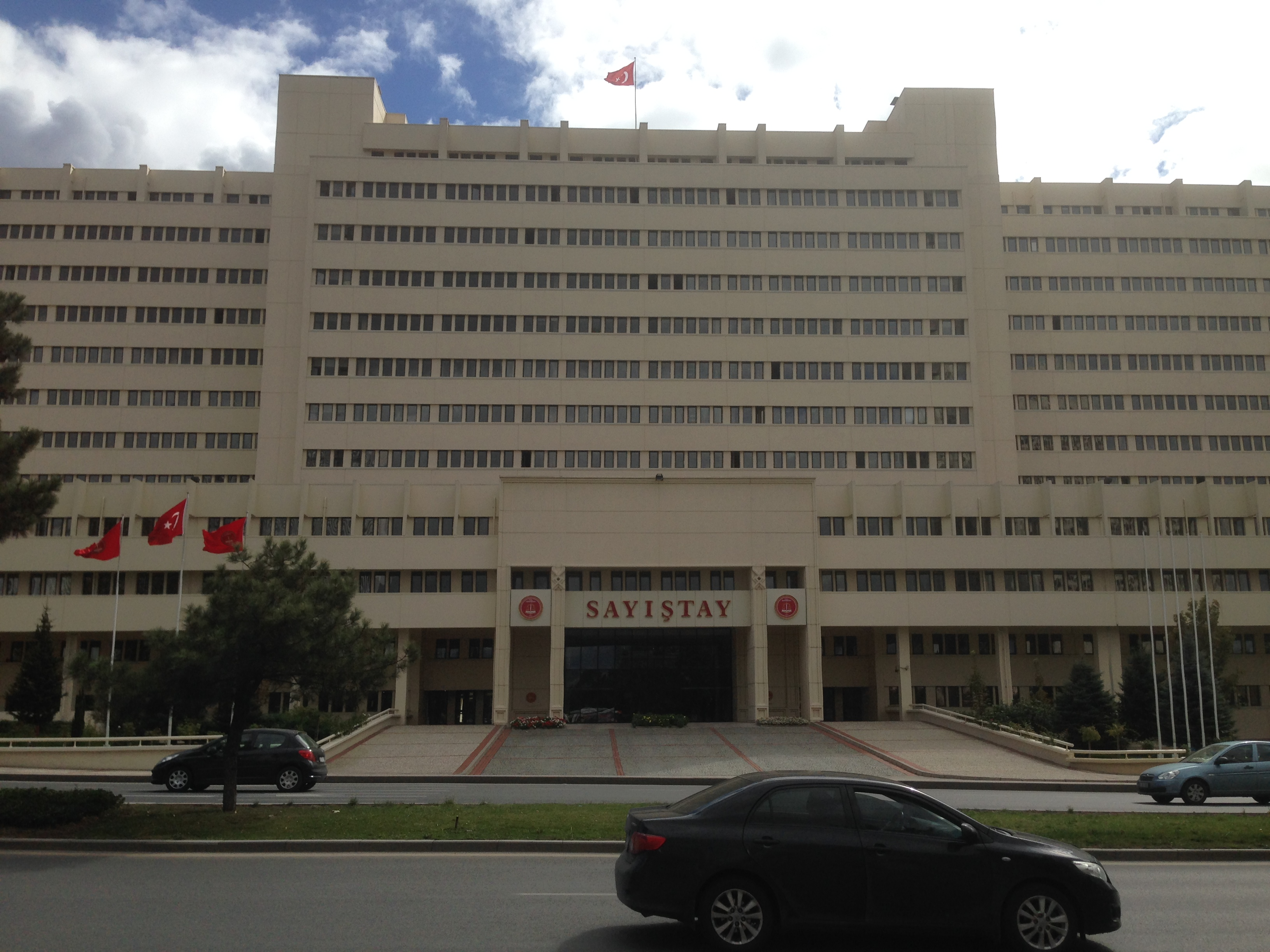
ساختمان دیوان محاسبات ترکیه آنکارا

دیوان محاسبات یک نهاد قضایی مالی است که مطابق قانون اساسی جمهوری ترکیه ایجاد شده‌است.
دیوان محاسبات مسئول حسابرسی کلیه درآمدها، مخارج و اموال ادارات دولتی و مؤسسات تأمین اجتماعی در محدوده بودجه دولت مرکزی به نمایندگی از مجلس ملی بزرگ ترکیه، رسیدگی به حساب‌ها و معاملات افراد مسئول است. انجام بررسی، حسابرسی و قضاوت مقرر شده در قوانین از جمله وظایف آن است. در خصوص مفاد قطعی دیوان محاسبات، طرفین دعوا می‌توانند از تاریخ ابلاغ کتبی برای یک بار و حداکثر ظرف پانزده روز درخواست اصلاح رای نمایند. برای اعتراض یا تغییر این تصمیمات نمی‌توان به دادگاه عدالت اداری مراجعه کرد.